# Dicranota megaplagiata
Dicranota (Amalopina) megaplagiata là một loài ruồi trong họ Pediciidae. Chúng phân bố ở vùng sinh thái Palearctic.